# Invisible Agent
Agentul invizibil (titlu original: Invisible Agent) este un film SF american din 1942 regizat de Edwin L. Marin. În rolurile principale joacă actorii Ilona Massey, Jon Hall, Peter Lorre, Cedric Hardwicke.

## Distribuție
- Ilona Massey ca Maria Sorenson
- Jon Hall ca Frank Raymond
- Peter Lorre ca Baron Ikito
- Sir Cedric Hardwicke ca Gruppenführer Gestapo Conrad Stauffer
- J. Edward Bromberg ca Standartenführer Gestapo Karl Heiser